# James Hype
James Hype, né James Edward Lee Marsland le 26 novembre 1989 à Liverpool, est un disc jockey et producteur britannique.
En 2022, il connaît un succès européen avec son titre Ferrari, qui devient no 1 dans plusieurs pays.

## Discographie

### Singles
| Titre                                                                          | Année | Classements | Classements | Classements | Classements | Classements | Classements | Classements | Classements | Classements | Classements | Certifications                                                     |
| Titre                                                                          | Année | R-U         | ALL         | AUT         | BEL (FL)    | BEL (WAL)   | FRA         | IRE         | ITA         | P-B         | SUI         | Certifications                                                     |
| ------------------------------------------------------------------------------ | ----- | ----------- | ----------- | ----------- | ----------- | ----------- | ----------- | ----------- | ----------- | ----------- | ----------- | ------------------------------------------------------------------ |
| Wait FooR Me (vs. FooR)                                                        | 2015  | —           | —           | —           | —           | —           | —           | —           | —           | —           | —           |                                                                    |
| I Wanna                                                                        | 2016  | —           | —           | —           | —           | —           | —           | —           | —           | —           | —           |                                                                    |
| More Than Friends (feat. Kelli-Leigh)                                          | 2017  | 8           | 23          | 26          | 12          | —           | 110         | 20          | —           | —           | 29          | - BPI: Platine - BEA: Or - BVMI: Or                                |
| Love Shy (avec Kristine Blond)                                                 | 2017  | —           | —           | —           | —           | —           | —           | —           | —           | —           | —           |                                                                    |
| Shake That (avec Elliott Kay)                                                  | 2017  | —           | —           | —           | —           | —           | —           | —           | —           | —           | —           |                                                                    |
| The Power                                                                      | 2018  | —           | —           | —           | —           | —           | —           | —           | —           | —           | —           |                                                                    |
| No Drama (avec Craig David)                                                    | 2018  | 35          | —           | —           | —           | —           | —           | —           | —           | —           | —           | - BPI: Or                                                          |
| Mamacita                                                                       | 2018  | —           | —           | —           | —           | —           | —           | —           | —           | —           | —           |                                                                    |
| I Was Lovin' You (feat. Dots Per Inch & Ayak)                                  | 2019  | 92          | —           | —           | —           | —           | —           | —           | —           | —           | —           | - BPI: Argent                                                      |
| Be Faithful                                                                    | 2019  | —           | —           | —           | —           | —           | —           | —           | —           | —           | —           |                                                                    |
| Ride It                                                                        | 2020  | —           | —           | —           | —           | —           | —           | —           | —           | —           | —           |                                                                    |
| Power (avec Dots Per Inch)                                                     | 2020  | —           | —           | —           | —           | —           | —           | —           | —           | —           | —           |                                                                    |
| Afraid (feat. Harlee)                                                          | 2020  | 79          | —           | —           | —           | —           | —           | 79          | —           | —           | —           | - BPI: Argent                                                      |
| Good Luck (avec Pia Mia)                                                       | 2021  | —           | —           | —           | —           | —           | —           | —           | —           | —           | —           |                                                                    |
| Dancing                                                                        | 2021  | —           | —           | —           | —           | —           | —           | —           | —           | —           | —           |                                                                    |
| You Give Me A Feeling (avec Vintage Culture)                                   | 2021  | —           | —           | —           | —           | —           | —           | —           | —           | —           | —           |                                                                    |
| Disconnected (avec Tita Lau)                                                   | 2021  | —           | —           | —           | —           | —           | —           | —           | —           | —           | —           |                                                                    |
| Say Yeah                                                                       | 2022  | —           | —           | —           | —           | —           | —           | —           | —           | —           | —           |                                                                    |
| Ferrari (avec Miggy Dela Rosa)                                                 | 2022  | 6           | 4           | 4           | 1           | 7           | 74          | 8           | 1           | 1           | 2           | - BPI: Platine - BEA: Platine - BVMI: Or - IFPI SWI: Or - SNEP: Or |
| Crank                                                                          | 2022  | —           | —           | —           | —           | —           | —           | —           | —           | —           | —           |                                                                    |
| B2B (avec Tita Lau)                                                            | 2022  | —           | —           | —           | —           | —           | —           | —           | —           | —           | —           |                                                                    |
| Let Loose                                                                      | 2022  | —           | —           | —           | —           | —           | —           | —           | —           | —           | —           |                                                                    |
| Helicopter                                                                     | 2023  | —           | —           | —           | —           | —           | —           | —           | —           | —           | —           |                                                                    |
| Lose Control                                                                   | 2023  | —           | —           | —           | —           | —           | —           | —           | —           | —           | —           |                                                                    |
| Number 1 (avec Major Lazer)                                                    | 2023  | —           | —           | —           | —           | —           | —           | —           | —           | —           | —           |                                                                    |
| "—" signifie que le single n'est pas sorti ou ne s'est pas classé dans le pays |       |             |             |             |             |             |             |             |             |             |             |                                                                    |

### Remixes
2015
- Sammy Porter feat. Jessica Agombar - How You Feel (James Hype Remix)
- Blinkie - Don't Give Up (On Love) (James Hype Remix)

2016
- FooR vs. James Hype - Wait FooR Me (James Hype Remix)
- Garreth Maher - Ride on Time (James Hype Remix)
- The Disco Fries feat. Hope Murphy - Born Ready (James Hype Remix)
- O.T. Genasis feat. Young Dolph - Cut It (James Hype Remix)
- Major Lazer & MOTi feat. Ty Dolla $ign & Wizkid & Kranium - Boom (Jerome Price & James Hype Remix)
- Rae Sremmurd feat. Gucci Mane - Black Beatles (James Hype Remix)

2017
- Kristine Blond - Love Shy (James Hype Remix)
- Dimitri Vegas & Like Mike vs. Diplo & Kid Ink feat. Deb's Daughter - Hey Baby (James Hype Remix)
- Lost Frequencies - What Is Love 2016 (James Hype & Gavin Francis Remix)
- Mighty Mi feat. Ed O.G. & Sherry St. Germain - I Need You (James Hype Remix)
- Pitbull feat. Stephen Marley - Options (James Hype Remix)
- Sage the Gemini - Now & Later (James Hype Remix)
- Clean Bandit feat. Zara Larsson - Symphony (James Hype Remix)
- James Hype feat. Kelli-Leigh - More Than Friends (VIP Mix)
- Just Us & Wolves By Night - Flirtatious (James Hype Remix)
- Sage the Gemini - Reverse (James Hype Remix)
- Kronic feat. Evan Ross - Restricted (James Hype Club Mix / Vocal Mix)
- Hazers - Changes (James Hype Remix)

2018
- Example - The Answer (James Hype Remix)
- Fuse ODG feat. Ed Sheeran & Mugeez - Boa Me (James Hype Remix)
- Mabel & Not3s - Fine Line (James Hype Remix)
- ZieZie - Fine Girl (James Hype Remix)
- Charlie Puth feat. Kehlani - Done For Me (James Hype Remix)
- M.O. feat. Lotto Boyzz & Mr Eazi - Bad Vibe (James Hype Remix)
- Bruno Mars & Cardi B - Finesse (James Hype Remix)
- Yxng Bane - Vroom (James Hype Remix)
- HRVY & Malu - Hasta Luego (James Hype Remix)
- Ofenbach vs. Lack Of Afro feat. Wax & Herbal T - Party (James Hype Remix)
- Calvin Harris & Dua Lipa - One Kiss (James Hype VIP)
- Crazy Cousinz feat. Yungen & M.O. - Feelings (Wifey) (James Hype Remix)
- MoStack - Litness (James Hype Remix)
- Rak-Su - I Want You To Freak (James Hype Remix)
- Vybz Kartel - Fever (James Hype VIP)
- Bound 2 - Nobody to Love (James Hype VIP)
- Yeezy - I Love It (James Hype VIP)
- Rita Ora - Let You Love Me (James Hype Remix)
- Unknown T - Homerton B (James Hype Remix)

2019
- Travis Scott feat. Drake - Sicko Mode (James Hype VIP)
- James Hype feat. Craig David - No Drama (VIP Mix)
- DMX - Party Up (James Hype VIP)
- Meduza feat. Goodboys - Piece of Your Heart (James Hype Remix)
- The Knocks & Kah-Lo - Awa Ni (That's Us) (James Hype Remix)
- Joel Corry - Sorry (James Hype Remix)
- Drake - Gyalchester (James Hype VIP)
- French Montana feat. Swae Lee - Unforgettable (James Hype VIP)
- Lethal Bizzle - Flex (James Hype VIP)
- AJ Tracey - Ladbroke Grove (James Hype VIP)
- Stormzy - Vossi Bop (James Hype VIP)
- Jay-Z - Encore (James Hype VIP)
- Tiësto & Mabel - God Is a Dancer (James Hype Remix)
- James Hype feat. Dots Per Inch & Ayak - I Was Lovin' You (VIP Mix)
- Eurythmics - Sweet Dreams (Are Made of This) (James Hype VIP)

2020
- Roddy Ricch - The Box (James Hype VIP)
- Anne-Marie - Birthday (James Hype Remix)
- Lost Girl - I Won't Give Up (James Hype Remix)
- Øutcry feat. Natasha Grano - Tell Me Why (James Hype Remix / Dub)
- SAINt JHN - Roses (James Hype VIP)
- Vize & Tom Gregory - Never Let Me Down (James Hype Remix)
- James Hype feat. Harlee - Afraid (VIP Mix)
- DJ Solo & FREQ & Bluey Robinson - Crazy Love (James Hype Remix)
- Why Don't We - Fallin' (Adrenaline) (James Hype Remix)
- Jack Harlow - What's Poppin (James Hype Remix)

2021
- Icona Pop & Sofi Tukker - Spa (James Hype Remix)
- CJ - Whoopty (James Hype VIP)
- Imanbek & Goodboys - Goodbye (James Hype Remix)
- Bow Anderson - New Wave (James Hype Remix)
- Ofenbach feat. Lagique - Wasted Love (James Hype Remix)
- James Hype & Pia Mia - Good Luck (VIP Mix)
- The Weeknd - Take My Breath (James Hype VIP)
- Felix Jaehn & Robin Schulz feat. Georgia Ku - I Got A Feeling (James Hype Remix)
- Mashd N Kutcher - On My Mind (James Hype Remix)

2022
- Meduza feat. Hozier - Tell It To My Heart (James Hype Remix)
- Belters Only feat. Jazzy - Make Me Feel Good (James Hype Remix)
- Claptone feat. lau.ra - Beautiful (James Hype Remix)
- David Guetta & Becky Hill & Ella Henderson - Crazy What Love Can Do (David Guetta & James Hype Remix)
- Oliver Heldens feat. Nile Rodgers & House Gospel Choir - I Was Made for Lovin' You (James Hype Remix)
- Kodak Black - Super Gremlin (James Hype VIP)

2023
- Lil Uzi Vert - Just Wanna Rock (James Hype VIP)
- Calvin Harris & Ellie Goulding - Miracle (James Hype VIP)
- Kim Petras & Nicki Minaj - Alone (James Hype Remix)

## Vie privée

James Hype (de dos) à Tomorrowland en Belgique, juillet 2023.

James Hype est en couple avec Tita Lau, une disc jockey britannique.